# Ian Harte
Ian Harte (* 31. August 1977 in Drogheda, Irland) ist ein ehemaliger irischer Fußballspieler.

## Laufbahn

### Verein
1995 wechselte Harte vom irischen Klub Home Farm zum englischen Verein Leeds United. Dort spielte er neun Saisons. In seiner Zeit bei Leeds United wurde er unter anderem von AC Mailand und FC Barcelona umworben.
Jedoch entschied sich Harte 2004 für den spanischen Verein Levante UD. Von dort aus wechselte er im Sommer 2007 zurück nach England, zum FC Sunderland. Nach weiteren Zwischenstationen beim FC Blackpool und Carlisle United, entschied er sich 2011 für einen Wechsel zum englischen Zweitligisten FC Reading. Dem 33-jährigen Harte (40 Spiele/11 Tore) gelang eine ausgezeichnete Spielzeit, die mit dazu beitrug, dass sein neuer Verein die reguläre Saison in der Football League Championship 2010/11 auf dem fünften Rang beendete. Nach einem Erfolg über Cardiff City im Play-off-Halbfinale zog Reading ins Finale in Wembley ein. Dort scheiterte die Mannschaft jedoch mit 2:4 an Swansea City. Ian Harte wurde aufgrund seiner guten Leistungen ins PFA Team of the Year der zweiten Liga gewählt.

### Irische Nationalmannschaft
Der Ire spielte auch von 1996 bis 2007 in der Nationalmannschaft, wo er auf der linken Abwehrseite eingesetzt wurde. In 63 Länderspielen erzielte er zwölf Tore. Harte ist für seine harten und gefährlichen Freistöße bekannt.